# Cruise Europa
Die Cruise Europa ist ein Fährschiff der italienischen Reederei Grimaldi Lines. Das Schiff verkehrt zwischen Livorno und Olbia auf Sardinien.

## Geschichte
Die Fähre wurde als Typschiff einer Weiterentwicklung der Cruise-Roma-Klasse der italienischen Reederei Grimaldi Lines auf der Werft Fincantieri gebaut. Schwesterschiff ist die ehemalige Cruise Olympia, die mittlerweile als Cruise Sardegna verkehrt. Die Schiffe waren zum Zeitpunkt der Indienststellung die größten Fähren im Mittelmeer.
Das Schiff wurde 2009 in Dienst gestellt und wurde zunächst von der griechischen Reederei Minoan Lines, deren Mehrheitseigentümer seit Anfang 2009 Grimaldi Lines ist, eingesetzt. Es gehörte hier zur vierten Generation von Schiffen seit der Gründung des Unternehmens. Minoan Lines setzte das Schiff auf der Route Ancona–Igoumenitsa–Patras ein. Am 12. Oktober 2009 lief das Schiff erstmals Patras an. Bereits während der ersten Fahrt von Patras nach Ancona kollidierte das Schiff in Igoumenitsa mit der Hafenmauer und konnte erst nach 12 Stunden weiterfahren.
Bei der Havarie der Norman Atlantic am 28. Dezember 2014 traf die Cruise Europa zusammen mit dem Containerschiff Spirit of Piraeus als erstes am Unglücksort ein. Eigene Versuche mit Rettungsbooten der Cruise Europa zu helfen, waren bei Windstärken von über 9 Beaufort und mit einem Wellengang von mehr als 5–6 Metern nicht möglich. Jedoch war die Cruise Europa neben weiteren Schiffen über 30 Stunden lang an der Evakuierung beteiligt. Insgesamt wurden über 60 Personen, welche per Helikopter von der brennenden Norman Atlantic abgeborgen wurden, auf der Cruise Europa abgesetzt und betreut.

## Ausstattung
Das Schiff bietet den Passagieren unter anderem je ein Self-Service- und Bedienungs-Restaurant, einen Shop, Lounges und ein Casino. An Bord stehen für die Passagiere 413 Kabinen und 68 Suites sowie 546 Ruhesessel zur Verfügung.
Weiterhin befindet sich ein Pool mit getrennten Kinderpool an Bord. Als Reaktion auf die steigenden Anforderungen der Passagiere ist die Cruise Europa in einigen Punkten jedoch völlig neuartig. So ist sie mit einem Wellnessbereich ausgestattet, in dem sich ein Whirlpool und eine Sauna befinden. Zudem verfügt sie über ein Fitnesscenter mit Sportgeräten.

## Galerie

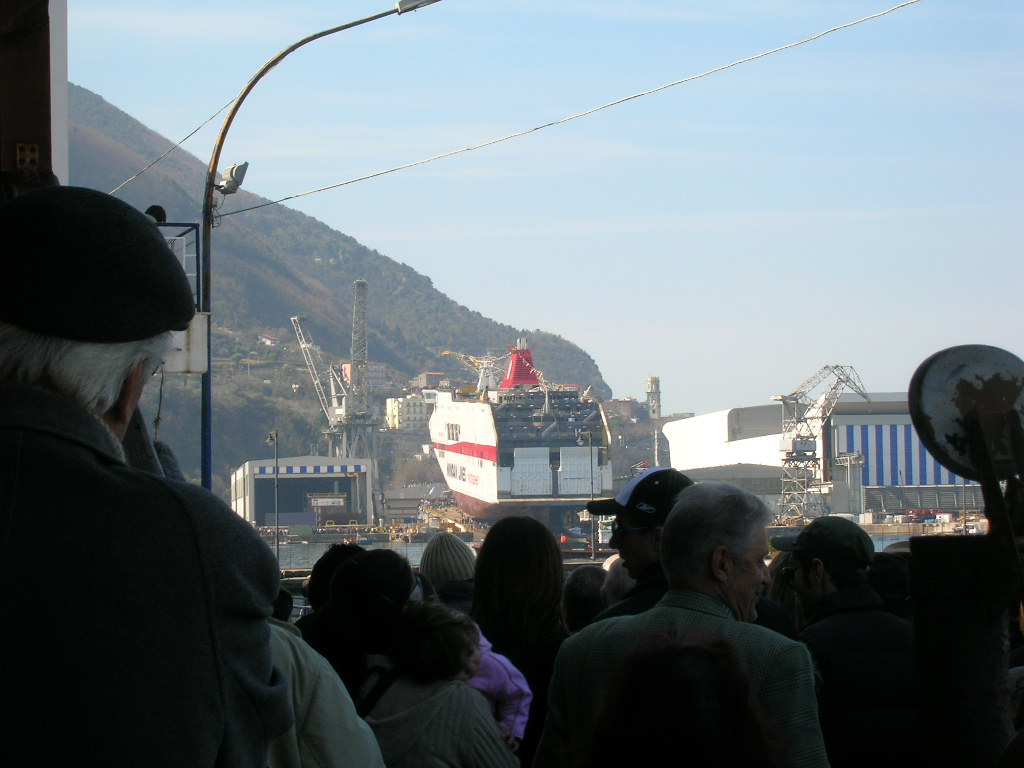
Stapellauf der Cruise Europa
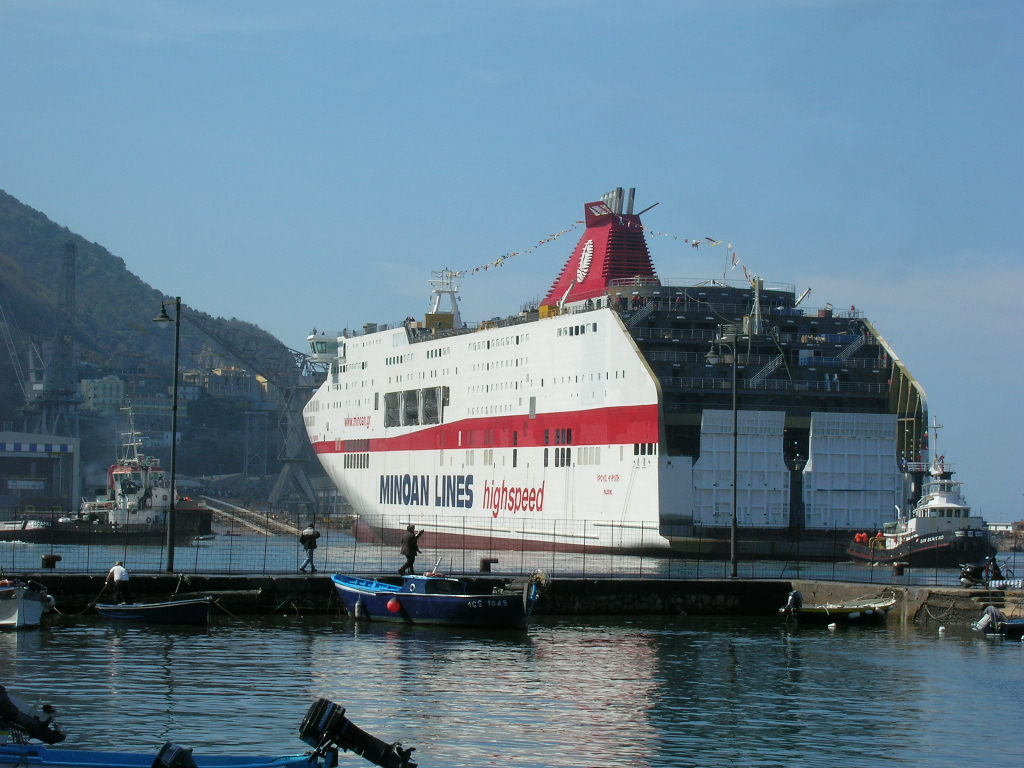
Cruise Europa am Ausrüstungskai der Werft in Castellammare di Stabia